# 新教堂 (阿姆斯特丹)

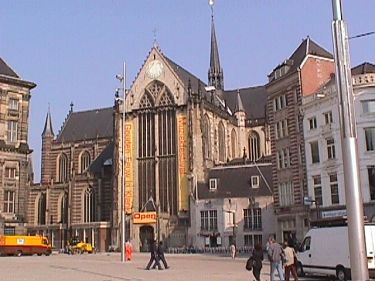
新教堂

新教堂（Nieuwe Kerk）是荷兰阿姆斯特丹的一座教堂，位于市中心的水坝广场，毗邻阿姆斯特丹王宫，用于皇室加冕礼（最近一次是在2013年）和婚礼（最近一次是2002年威廉-亞歷山大的婚礼） 。

## 历史
1408年，由于城市人口增加，原有的老教堂不敷使用，乌德勒支主教批准阿姆斯特丹成立第二个本堂区。1421年和1452年，新教堂两次遭遇大火，在1645年几乎完全烧毁。此后重建为哥特式建筑。19世纪重建时加如不少新哥特式元素。这座教堂现已不再举行礼拜，只是一个普通的展览场地，也举办风琴演奏会。